# Donji Rahić
Donji Rahić – wieś w Bośni i Hercegowinie, w dystrykcie Brczko. W 2013 roku liczyła 366 mieszkańców, z czego większość stanowili Chorwaci.